# LOVE OPERATOR
「LOVE OPERATOR」（ラヴ・オペレーター）は、1987年10月21日にリリースされた原田真二23作目のシングル。

## 解説
- デビュー10周年としてのシングル3部作第2弾。
- ジャケットには西洋風の公衆電話のみの写真が採用され、シングルでは23枚目にして初めて本人が被写体にならなかった。
- B面は自身初となるセルフカバー。デビュー曲「てぃーんず ぶるーす」をパーティーチューンに仕上げた。
- 1988年9月21日発売のベスト盤『ABSOLUTE MIX』に2曲とも収録。「LOVE OPERATOR」はアルバム収録に際してロングバージョンとなっている。
- 発売当時FM徳島で毎週土曜日に放送された「グッドモーニングサタデ－[1]」のジングルとして使われた。

## 収録曲
作詞・作曲・編曲：原田真二（特記以外）

### SIDE A
LOVE OPERATOR　（4分35秒）

### SIDE B
TEEN'S BLUES （PARTY VERSION）　（4分04秒）
- 作詞：松本隆

## ミュージシャン
原田真二

## 関連作品
- 2003年 GOLDEN☆BEST 原田真二 Legendary Hits 80's